# Jan Bednarski
Jan Bednarski (ur. 16 czerwca 1860 w Bystrej, zm. 7 kwietnia 1926 w Nowym Targu) – lekarz, działacz narodowy i społeczny, w latach 1898–1914 poseł do Sejmu Krajowego Galicji, 1919–1925 starosta powiatu spisko-orawskiego, członek Zarządu Związku Polowych Drużyn Sokolich w 1913 roku, członek Wydziału Związku Drużyn Podhalańskich w 1914 roku.

## Życiorys
Jan Bednarski uczęszczał do gimnazjum św. Anny w Krakowie, gdzie złożył egzamin maturalny 1 marca 1880. Ukończył studia medyczne na Uniwersytecie Jagiellońskim w 1886 roku. Od 1897 roku był lekarzem powiatowym w Nowym Targu. Poza pracą zawodową udzielał się w działalności społecznej, między innymi był jednym z inicjatorów budowy Gimnazjum im. Seweryna Goszczyńskiego, otwartego 10 września 1904 roku, a także bursy i szpitala w Nowym Targu oraz sądu w Czarnym Dunajcu. Od 1905 roku był członkiem Ligi Narodowej. W 1907 został wybrany do Komitetu Głównego Stronnictwa Demokratyczno-Narodowego. Był także prezesem powiatowego komitetu SDN. W latach 1898–1914 był posłem do Sejmu Krajowego VII, VIII, IX oraz X kadencji. Był zaangażowany w spór o Morskie Oko, zaś w 1909 roku dwukrotnie składał interpelacje w obronie ludności polskiej prześladowanej przez władze węgierskie na Orawie.
W 1913 roku założył „Gazetę Podhalańską”, której był pierwszym wydawcą i w której publikował, przeważnie anonimowo. W listopadzie 1918 roku został prezesem Komitetu Niepodległościowego w Nowym Targu, wspierał wkroczenie na teren Orawy wojsk polskich. Był działaczem komitetu plebiscytowego na Spiszu i Orawie. W 1920 roku został pierwszym starostą spisko-orawskim i pełnił tę funkcję do likwidacji powiatu w 1925 roku. Zmarł w roku następnym i został pochowany w Nowym Targu. Był odznaczony między innymi Krzyżem Oficerskim Orderu Odrodzenia Polski 2 maja 1922. 23 lipca 1904 otrzymał tytuł Honorowego Obywatela Miasta Nowego Targu.